# Черноногая кошка
Черноногая кошка (лат. Felis nigripes, малая пятнистая кошка) — млекопитающее из семейства кошачьих, один из самых мелких современных представителей этого семейства (средняя масса — 1,6 кг, длина тела 36‒52 см, хвоста — 13‒20 см). Водится в пустынных местах южной части Африки. Окраска песчано-жёлтая с тёмными пятнами. Черноногие кошки занимают норы капских долгоногов или пустоты в термитниках. В 2002 году черноногой кошке присвоили статус уязвимого вида. В 1962 году Паулю Лейхаузену удалось скрестить черноногого кота с домашней кошкой.

## Ареал
Живет в сухих равнинах южной Африки, пустыни Калахари, на территории Ботсваны и Намибии. Очень редко на самых южных территориях Анголы.

## Внешний вид

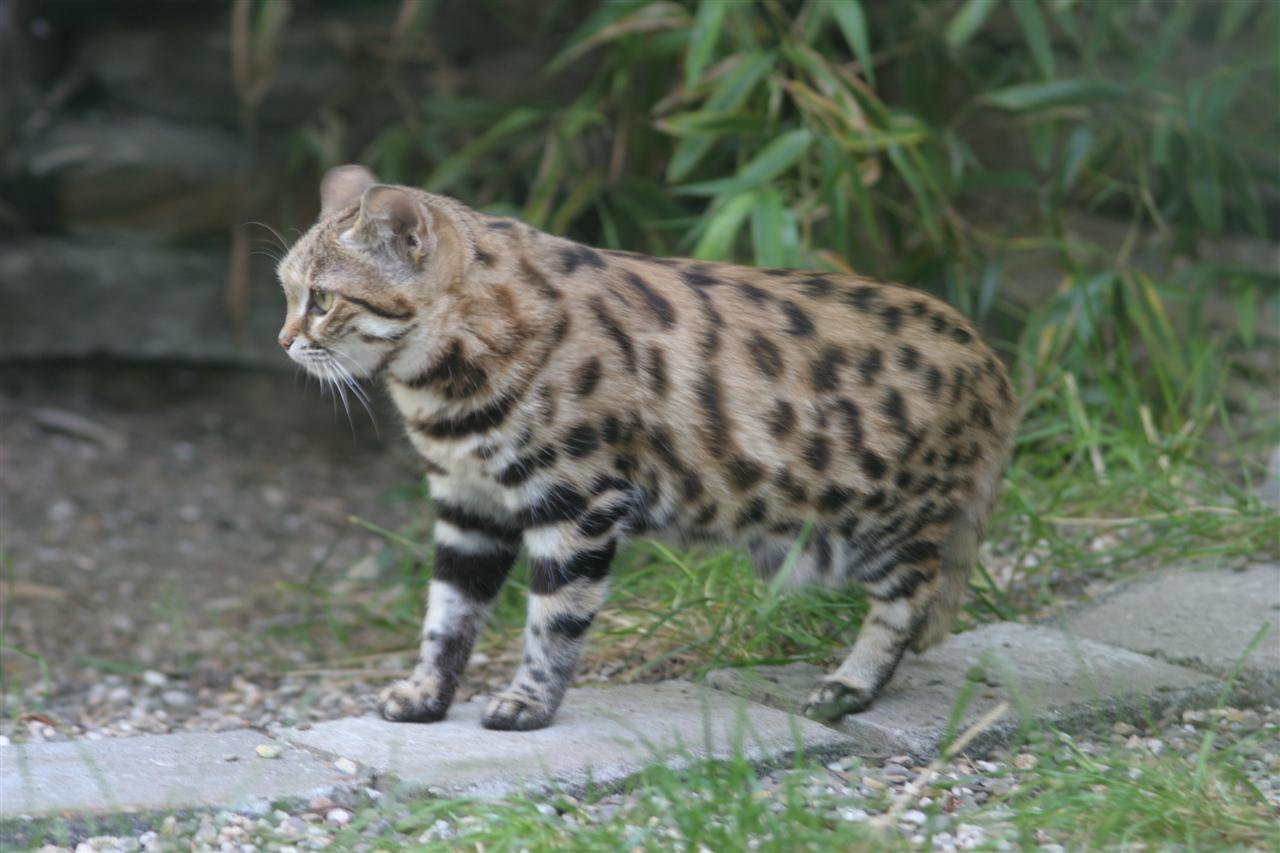
Черноногая кошка

Наименьший современный представитель рода Кошки. Длина самок — до 35‒46 см, самцов — до 37‒50 см. Длина хвоста: у самок — 13‒18 см, у самцов — 18‒20 см; высота в холке около 25 см. Масса 1‒1,9 кг, но могут весить и до 2,5 кг. Самцы весят 1,5‒2,4 кг, а самки 1‒1,6 кг.
Черноногие коты имеют довольно большие глаза. За сетчаткой глаза расположен особый сосудистый слой (тапетум), выполняющий функцию отражателя, необходимого для ночного зрения. Он увеличивает зрительную способность и вызывает ярко-голубое свечение глаз ночью. Уши небольшие, округлой формы, могут улавливать малейшие звуки. Могут выдавать очень звонкие и громкие звуки.
Хвост короткий и заострённый в конце. Череп гораздо уже, чем у барханной кошки. На подушечках лап растёт короткий мех, защищающий кошек от горячего песка. Сами лапы чёрные — отсюда и название. Окраска жёлто-коричневая, на плечах и лапах есть чёрные полосы. На хвосте поперечные чёрные полосы, кончик хвоста также чёрный. В зимний период окраска черноногой кошки тусклее: присутствуют тёмно-жёлтые или светло-коричневые оттенки.

## Образ жизни
Черноногие кошки в течение светлого время суток прячутся в нишах, устраиваемых в термитниках или нежилых норах трубкозуба (Orycteropus afer), капских долгоногов (Pedetes capensis) и дикобразов (Hystrix africaeaustralis). Они энергично роют, перестраивая и расширяя чужие норы для своих нужд.  Живут в сухих открытых равнинах, степях и саваннах, в полупустынях с кустарниками и незначительным количеством деревьев. Могут проживать в районах, высота которых достигает 2000 м. Врагами являются крупные хищники, ядовитые змеи и питоны.
Кошка ведет ночной образ жизни, хотя на охоту могут выходить и утром. За одну ночь они проходят до 16 км в поисках пищи. Охотятся всю ночь непрерывно, не обращая внимания даже на тяжелые природные условия.
В среднем за одну ночь кошка лишает жизни 14 мелких животных. Это объясняется ее потребностями: в сутки ей необходимо съесть не менее 250 г пищи, что составляет 1/6 от ее средней массы. Два нападения из трех заканчиваются успешно, что делает черноногую кошку одним из самых эффективных хищников.
Едят в основном мелких грызунов (земляных белок), некоторых птиц и рептилий, беспозвоночных (саранча, кузнечики и т. д.). В числе самых крупных жертв — зайцы и детеныши антилоп, чей вес значительно превышает их собственный. В некоторых племенах бушменов верят, что черноногая кошка способна убить даже жирафа.
Весь день отдыхают у себя в логове. По деревьям почти не лазают, поскольку из-за короткого хвоста они не являются приспособленными к подобным действиям.
Могут долго обходиться без воды.
Обычно одиночки. Территории самцов, площадь которых составляет до 18‒22 км², могут пересекаться с территориями нескольких самок. Часто территории самок (10‒17 км²) также пересекаются с землями других представительниц женского пола, но охотятся они всегда в одиночку. Известны своим мужеством и агрессивностью в защите собственного жилья.
В неволе живут 10‒13 лет.

## Подвиды
Существуют два подвида:
- Felis nigripes nigripes — в Намибии,
- Felis nigripes thomasi (более тёмной окраски) — в Ботсване.

## Галерея

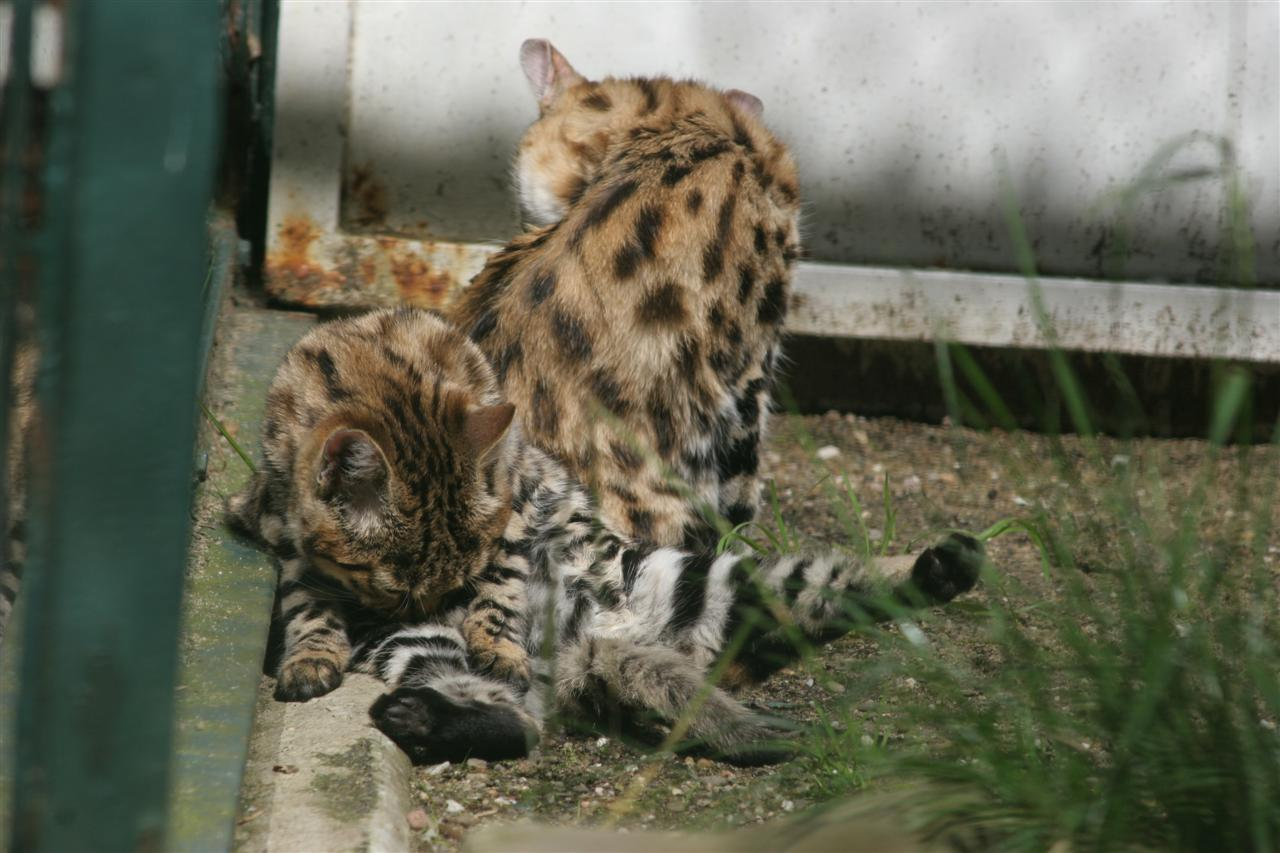
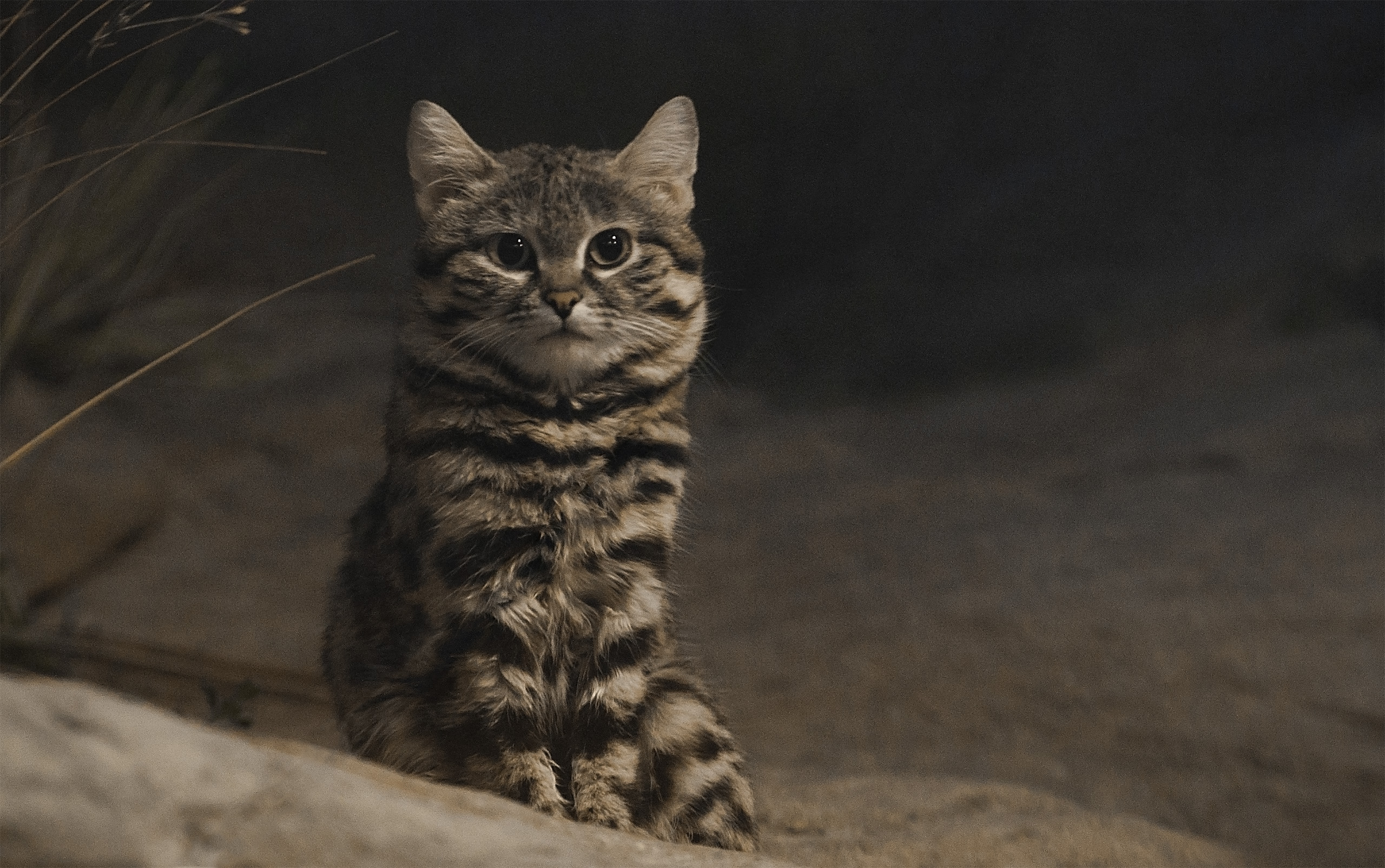
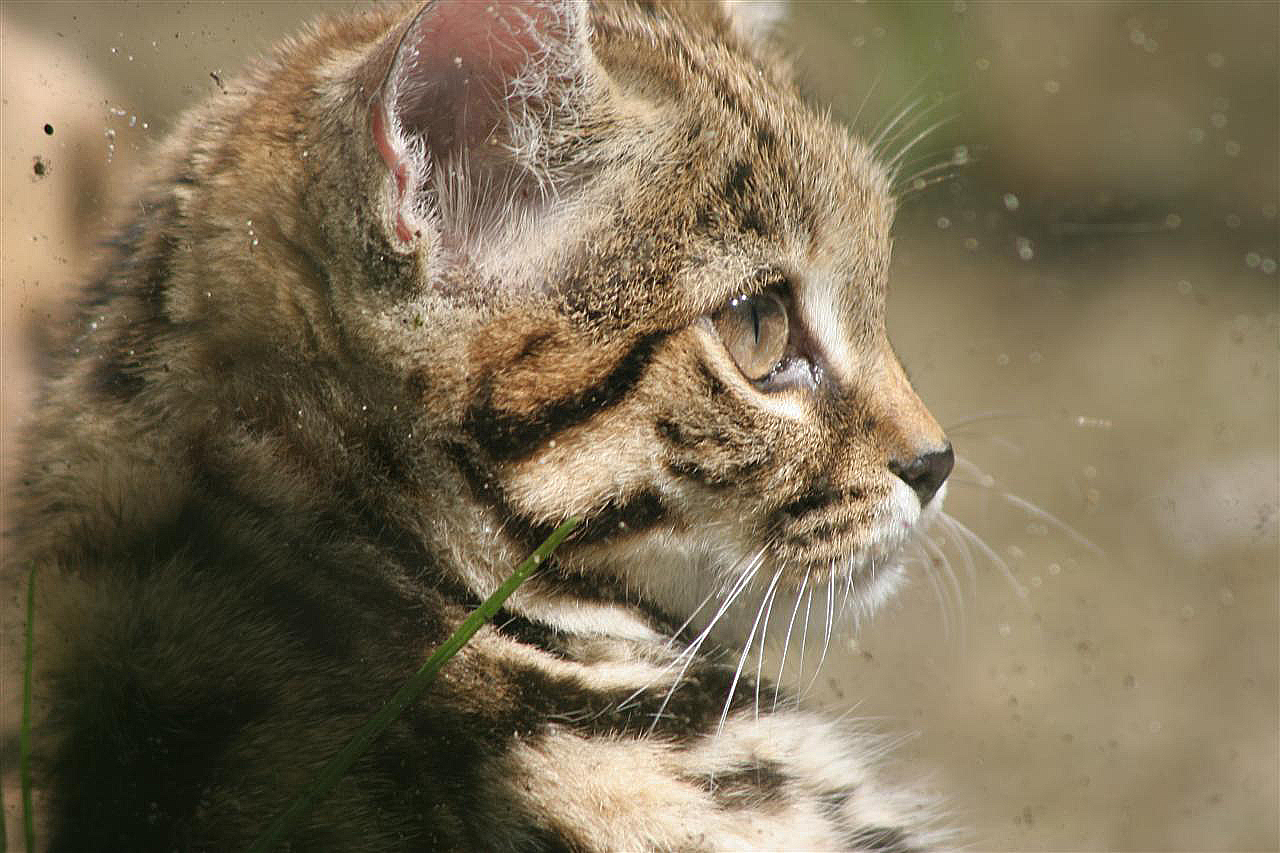
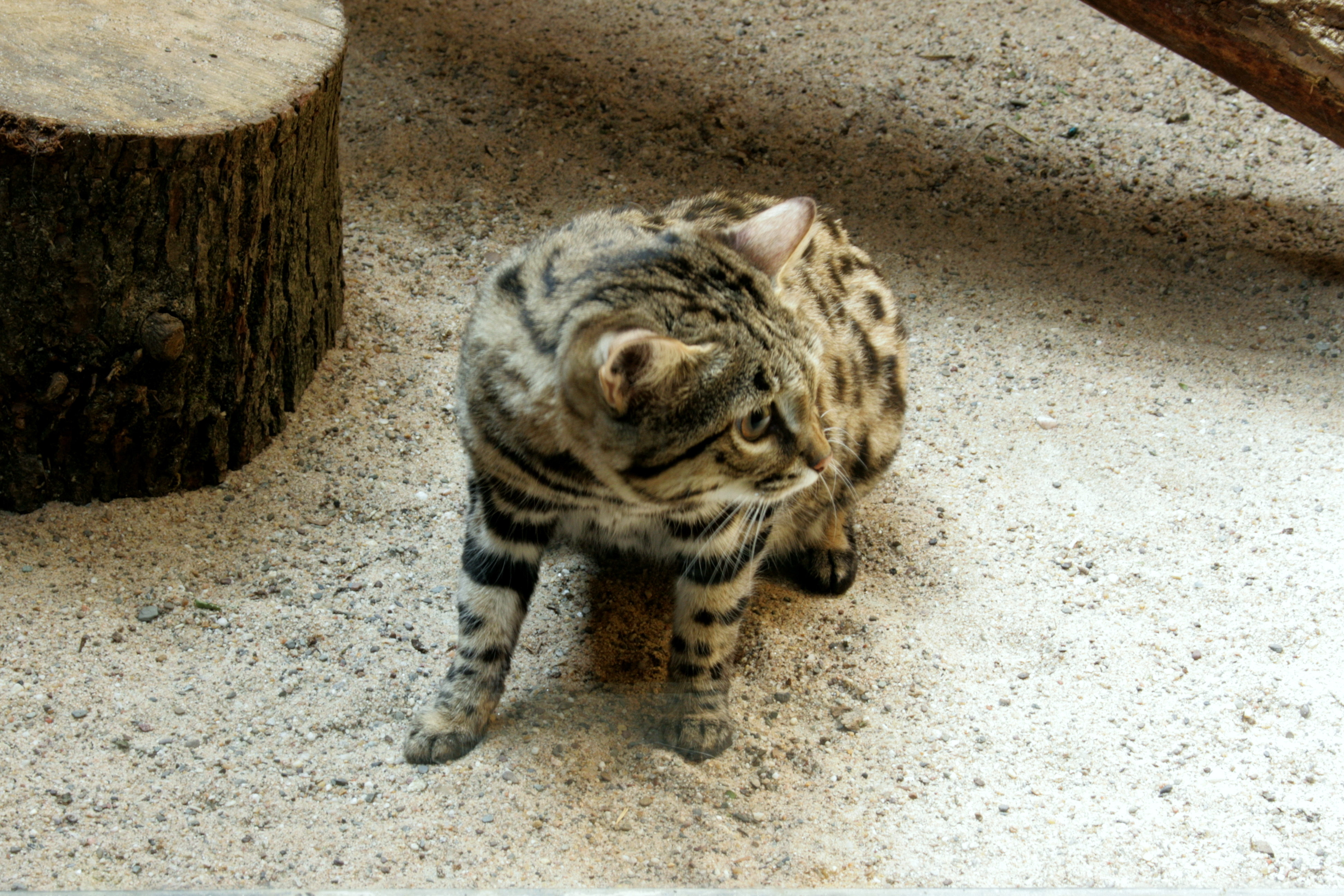